# Красный дом (Лондон)
Красный дом (англ. Red House) — важное для движения «Искусств и ремёсел» здание, построенное в Англии, в деревне Аптон графства Кент (сейчас это Бекслихит, город на юго-востоке Большого Лондона). Дом был спроектирован в 1859 году архитектором Филиппом Уэббом и художником Уильямом Моррисом, создателем мастерских «Искусств и ремёсел» в качестве семейного особняка для последнего. Строительство было окончено в 1860 году. Название возникло по ассоциации с красным цветом кирпичных стен. Изображения Красного дома и его интерьеров воспроизводились в журнале «The Studio», основанного Моррисом в 1895 году.
Окончив Оксфордский университет, Моррис задался целью построить для себя и своей новоиспечённой жены Джейн Бёрден загородный дом в небольшом отдалении от центра Лондона. На деньги, унаследованные от своей состоятельной семьи, он приобрёл в сельской местности участок земли и нанял своего друга Уэбба, члена объединения «Гильдия века», для помощи в проектировании. В проекте здания и оформлении его интерьеров нашли отражение стили, повлиявшие на эстетическую программу Морриса — медиевализм, неоготика и так называемый староанглийский стиль, или «стиль коттеджа». Особняк в равной степени воплотил как идеалы Морриса, так и его опыт художника, став одним из ранних архитектурных объектов, созданных в рамках движений «Искусств и ремёсел» и «Гильдии века».
Среди друзей Морриса, навещавших его в Красном доме, были художники-прерафаэлиты: Эдвард Бёрн-Джонс и Данте Габриэль Россетти, оба помогали ему в оформлении интерьеров; сохранились настенные росписи Бёрн-Джонса. В годы пребывания в Ред-Хаусе Моррис создал свою проектную компанию «Morris & Co.», стал сочинять прославившие его рисунки тканей и бумажных обоев (ныне экспонируются в Музее Виктории и Альберта в Лондоне). В Красном доме родились его дочери: Дженни и Мэй. Через пять лет после постройки Красного дома Моррис с семьёй переехал в квартиру в Блумсбери, а дом пришлось продать. Моррис планировал провести в особняке всю жизнь, но со временем стало ясно, что для этого потребовались бы слишком большие средства, а сам Красный дом не вполне подходит для образа жизни Морриса. Один из интерьеров «в стиле Искусств и ремёсел» воссоздан в экспозиции Музея Виктории и Альберта в Лондоне.

## Галерея
- Синяя табличка на ограде перед Красным домом
- Колодец на территории особняка
- Витраж
- Задний фасад здания
- Вестибюль с лестницей оформленной в неоготическом стиле
- Вид на вестибюль с лестницы
- «Рисовальная комната»
- Э. Бёрн-Джонс. Деталь настенной росписи